# 伍德斯托克 (阿拉巴马州)
伍德斯托克（英語：Woodstock），是美国阿拉巴马州下属的一座城市。面积约为7.08平方英里（约合18.33平方公里）。根据2010年美国人口普查，该市有人口1,428人，人口密度为201.81/平方英里（约合77.91/平方公里）。